# Doubíčko (tvrz)
Tvrz Doubíčko stávala na sever od obce Branišov v okrese České Budějovice, na severovýchodě Návesného rybníka, asi 100 metrů od Hluché bašty.

## Historie
Kdy tvrz vznikla není známo. První známým majitelem byl Oldřich Poledne, který zemřel někdy před rokem 1375. V 1. čtvrtině 15. století je jako majitel zmiňován Jan Hrůza, který k ní připojil statek Vlhlavy. Jelikož během husitských válek stál na straně Oldřicha II. z Rožmberka, nedá se vyloučit, že došlo k útoku husitů na tvrz. Beneš Hrůza později tvrz postoupil Janu Koňatovi z Olešnice, ke konci 15. století se na krátkou dobu dostala do držení Hřebenářů z Hřebene a následně Kořenských z Terešova. V této době nebyla obývána a pustla. V roce 1548 ji od Jiřího a Kryštofa Kořenských odkoupilo spolu s Branišovem město České Budějovice. Na konci 17. století už z tvrze zbývaly pouze zřícené zdi. Dnes zde najdeme jen tvrziště.

## Odkazy

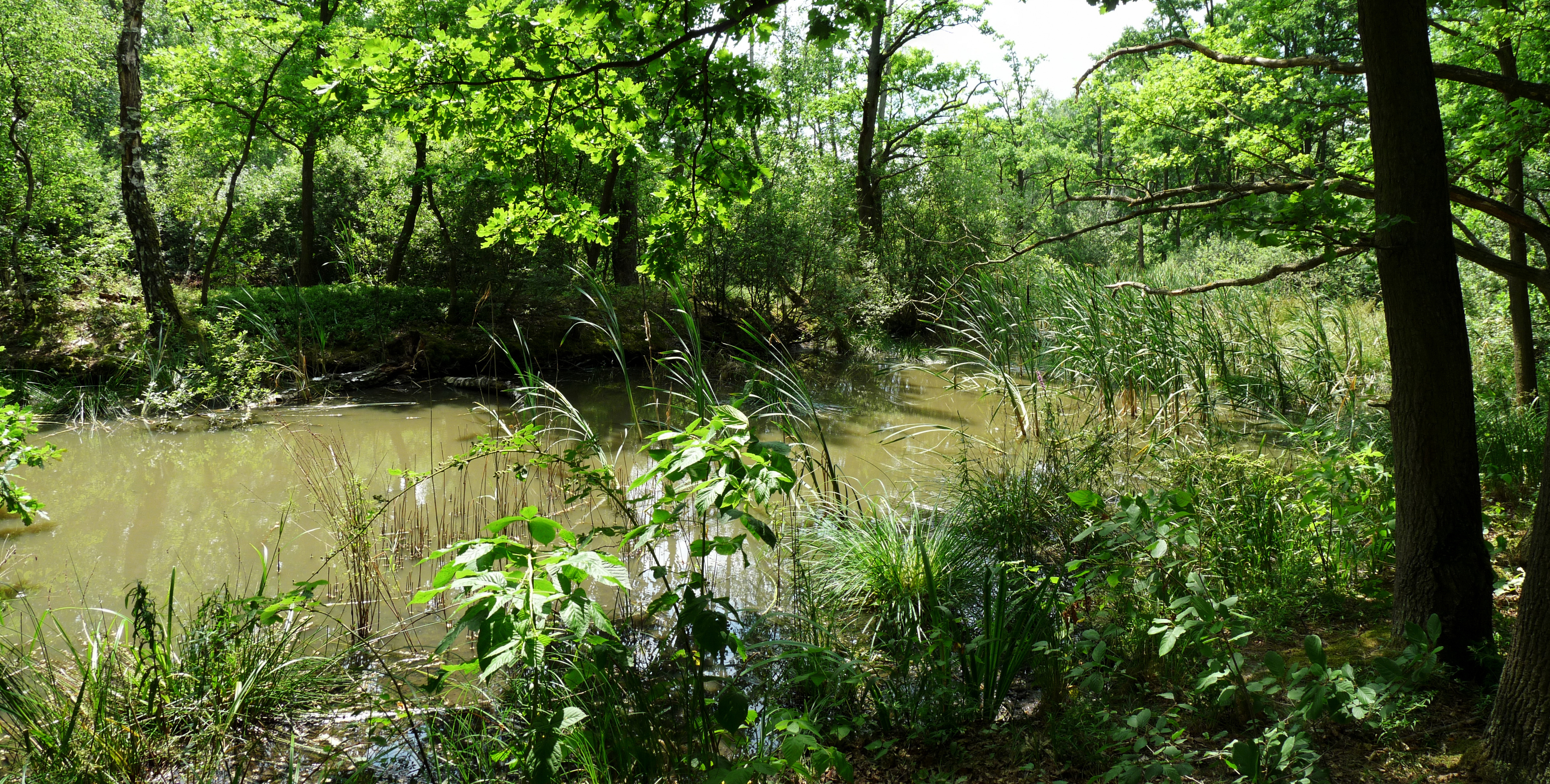
Vodní příkop na severní straně tvrziště